# NGC 5439
NGC 5439 ist eine Spiralgalaxie mit ausgeprägten Emissionslinien vom Hubble-Typ Sbc im Sternbild Jagdhunde. Sie ist schätzungsweise 89 Millionen Lichtjahre von der Milchstraße entfernt und hat einen Durchmesser von etwa 30.000 Lj.
Das Objekt wurde am 9. Juni 1883 von Lewis A. Swift entdeckt.